# Aliyah Khalaf Saleh
Aliyah Khalaf Saleh, (även kallad Umm Qusay) född ca 1956 i Salah-Dinprovinsen i Irak. 
Aliyah Khalaf Saleh fick smeknamnet Umm Qusay, som betyder Mor Kurage när hon räddade flera irakiska kadetter från att dödas av IS år 2014. Hon hade sen tidigare förlorat både man och son, som dödats av IS och kom att rädda sammanlagt 58 soldater: kurder, yazidier, kristna, sunni och shia-muslimer.
År 2015 tilldelades hon en medalj för sitt mod av Iraks premiärminister. År 2018 fick hon International Women of Courage Award.